# Gustavo Gallegos
Gustavo Adolfo Gallegos (n. San Pedro Sula, Cortés, Honduras; 1 de junio de 1974) es un exfutbolista y entrenador hondureño. Actualmente dirige al Social Sol de la Liga Nacional de Honduras.
Es hermano de Erick Gallegos, quien también fue futbolista.

## Clubes

### Como futbolista
| Club                  | País        | Año         |
| --------------------- | ----------- | ----------- |
| Real España           | Honduras    | 1993 - 1997 |
| Independiente Villela | Honduras    | 1997 - 1998 |
| Broncos               | Honduras    | 1998 - 1999 |
| Real España           | Honduras    | 1999 - 2001 |
| Municipal Limeño      | El Salvador | 2001 - 2002 |

### Como entrenador
| Club       | País     | Año             |
| ---------- | -------- | --------------- |
| Social Sol | Honduras | 2016 - Presente |

## Palmarés

### Como futbolista
| Título                    | Club        | País     | Año  |
| ------------------------- | ----------- | -------- | ---- |
| Liga Nacional de Honduras | Real España | Honduras | 1994 |